# Scheggia e Pascelupo
Scheggia e Pascelupo – miejscowość i gmina we Włoszech, w regionie Umbria, w prowincji Perugia.
Według danych na rok 2004 gminę zamieszkiwało 1478 osób, 23,5 os./km².